# 7261 Yokootakeo
7261 Yokootakeo è un asteroide della fascia principale. Scoperto nel 1994, presenta un'orbita caratterizzata da un semiasse maggiore pari a 2,6478060 UA e da un'eccentricità di 0,1724313, inclinata di 13,02301° rispetto all'eclittica.